# Portella Blanca
La Portella Blanca és una collada situada a 1.442,7 metres d'altitud en el límit dels termes municipals de Camarasa, a la Noguera, i de Llimiana, al Pallars Jussà.
Es troba a la mateixa carena del Montsec de Rúbies, a ponent del Tossal de les Torretes i al sud-est de lo Peladet. Queda a prop i al nord-est del poble de Rúbies, que dona nom al mateix Montsec, en aquest tram.

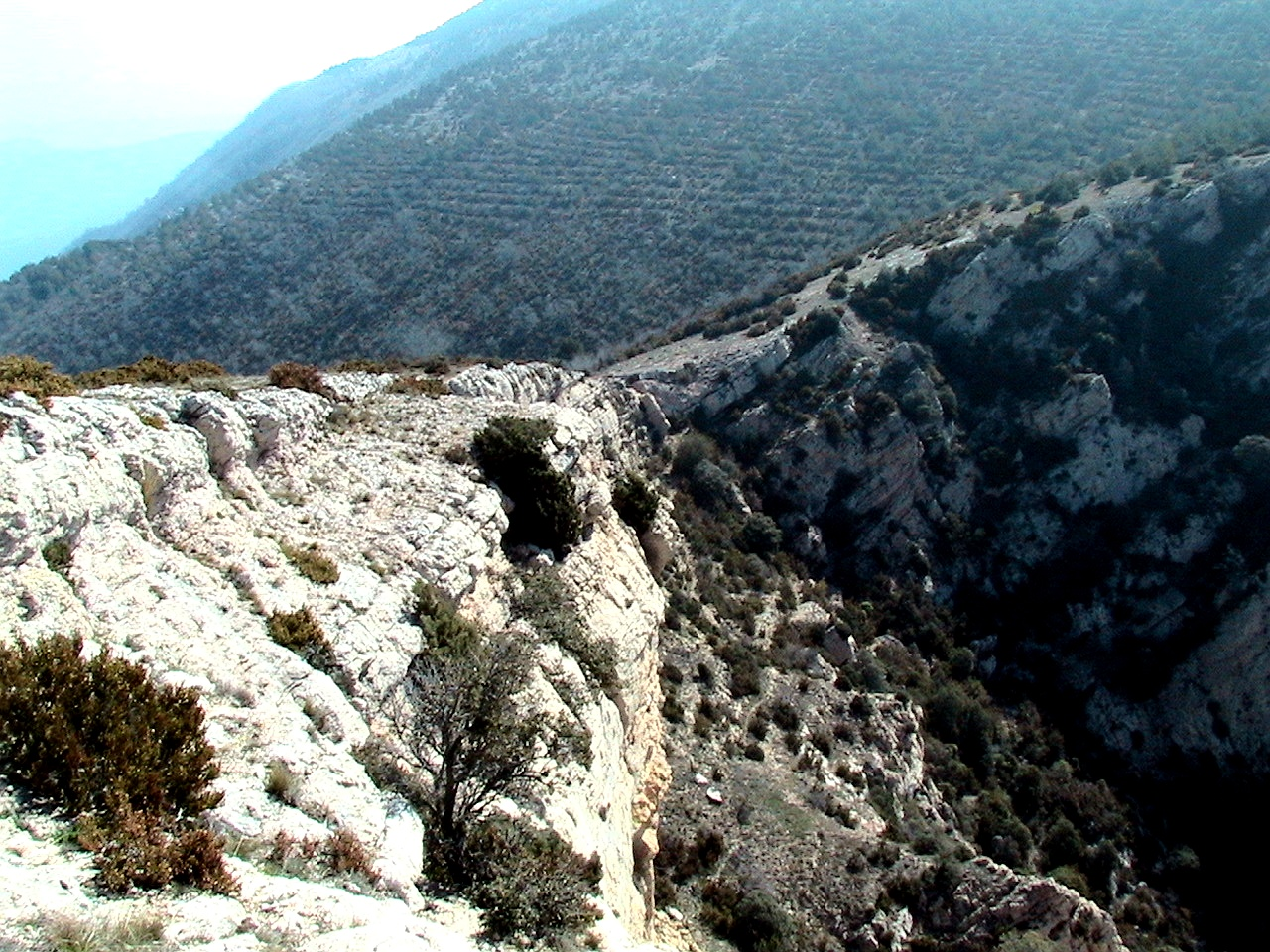
Pas de la Portella Blanca, a la carena del Montsec de Rúbies